# Lukas Krüger
Lukas Krüger (20 de enero de 2000) es un futbolista alemán que juega en la demarcación de delantero para el SGV Freiberg de la Regionalliga Südwest.

## Biografía
Empezó a formarse como futbolista en el FC St. Pauli, hasta que finalmente en 2015 se marchó a la disciplina del RB Leipzig. Jugó en la cantera del club durante tres años, hasta que finalmente el 2 de agosto de 2018 debutó con el primer equipo en un partido de clasificación para la UEFA Europa League contra el BK Häcken, partido en el que sustituyó a Matheus Cunha en el minuto 70 y que finalizó con un resultado de empate a uno.

## Clubes
| Club             | País     | Año       | Partidos | Goles |
| ---------------- | -------- | --------- | -------- | ----- |
| RB Leipzig       | Alemania | 2018-2019 | 1        | 0     |
| Dinamo de Berlín | Alemania | 2019-2020 | 24       | 3     |
| SV Meppen        | Alemania | 2020-2022 | 56       | 4     |
| FSV Zwickau      | Alemania | 2022-2023 | 13       | 1     |
| SGV Freiberg     | Alemania | 2024-     |          |       |